# Hoa Bình
Hoa Bình (tiếng Trung: 华坪县), Hán Việt: Hoa Bình huyện là một huyện thuộc Lệ Giang, tỉnh Vân Nam, Cộng hòa Nhân dân Trung Hoa. Diện tích huyện này là 2266 km2, dân số năm 2003 là 150.000 người. Chính quyền huyện đóng tại trấn Trung tâm.

## Các đơn vị hành chính

### Trấn
- Trung tâm (中心镇)
- Vinh Tướng (荣将镇)
- Thạch Long Bá (石龙坝镇)
- Hưng Tuyền (兴泉镇)

### Cáchương
- Tân Trang Lật Túc tộc Thái tộc (新庄傈僳族傣族乡)
- Thông Đạt Lật Túc tộc (通达傈僳族乡)
- Vĩnh Hưng Lật Túc tộc (永兴傈僳族乡)
- Thuyền Phòng Lật Túc tộc Thái tộc (船房傈僳族傣族乡)